# Neja
Neja, pseudonimo di Agnese Cacciola (Rivoli, 15 agosto 1972), è una cantautrice italiana.
Il suo repertorio spazia da brani di musica celtica a quelli gospel, anche se è stata la dance a decretare il suo successo, con circa 4 milioni di copie vendute in tutto il mondo.

## Biografia

### Gli inizi
Nata il 15 agosto a Rivoli, nella provincia di Torino, si appassiona alla musica sin da piccola, iniziando a suonare il pianoforte alla tenera età di 6 - 7 anni, proseguendone lo studio fino ai 15 anni di età, quando decide di iscriversi a scuola di canto. Inizia così a entrare a far parte di gruppi jazz e gospel, esibendosi in vari locali della sua città.

### L'esordio discografico
Nell'estate del 1996 Agnese viene contattata dal produttore Alex Bagnoli (conosciuto anche come Timmyti), come turnista per cantare un brano inedito intitolato "Find Me" (brano che mai verrà pubblicato). Da questo primo incontro, Bagnoli decide di metterla sotto contratto. Successivamente per la scelta d'un nome d'arte da utilizzare, compilano assieme una lista di nomi tra i quali apparirà il nome scelto: "Neja". Nel dicembre dello stesso anno 1996 dalla collaborazione tra i due nasce il primo singolo di Neja, Hallo, che uscirà nei primi mesi del 1997 su etichetta New Music International. La canzone appartiene al genere dance, decretando quindi un netto passaggio di stile per l'artista che, fino ad allora, aveva cantato esclusivamente musica gospel e jazz. Il brano ottiene un successo discreto, passando su emittenti come Discoradio e Radio Italia Network.

### 1998: L'arrivo del successo
A febbraio del 1998 esce il singolo Restless (il 14 dello stesso mese debutta in radio sui Los Cuarenta di Radio Italia Network); il brano, dopo qualche mese dalla sua pubblicazione, con il suo ritornello "I don't know why, we're so restless..." diventa il tormentone estivo del 1998. Nel settembre dello stesso anno è la volta di Shock!, e anche con questo singolo Neja raggiungerà la vetta delle classifiche dance italiane. Sia per Restless che per Shock! vengono creati i relativi videoclip (il primo dei quali diretto da Francesco Fei ed il secondo da Steve Price), che le permetteranno di conquistare anche la vetta della Dance Floor Chart su MTV Italia.
Alla fine del 1998 con i singoli Restless e Shock! Neja riesce a conquistare la vetta di diverse classifiche dance riepilogative dell'intero anno.

### 1999: La vittoria ad Un Disco Per L'Estate e la partecipazione al Festivalbar
Alla fine del mese di aprile del 1999 arriva The Game, la canzone che confermerà Neja come artista a livello internazionale: grazie a The Game, infatti, l'artista vince Un disco per l'estate ed è presente in ogni tappa del Festivalbar. Inoltre inizia una tournée promozionale organizzata in Giappone.

### Il primo albumThe Game
I riscontri di vendite ottenuti con The Game permettono a Neja, sempre prodotta da Alex Bagnoli, di realizzare il suo primo album, dall'omonimo titolo The Game, che viene alla luce nel mese di maggio del 1999.
Il risultato è un album in grado di evolversi dalla dance di Restless, Shock!, The Game e Gimme The Sun al puro pop di Fairytale e Mum's day, sino all'R&B di U gotta have this feeling. L'album termina con "Hallo '99, il suo primo pezzo svestito dell'anima dance ed esibito in una versione totalmente acustica con pianoforte e voce decisamente più dolce.
L'intero album è ispirato da temi che coinvolgono personalmente Neja quali l'amore, la speranza, i rapporti con i genitori, il suo rapporto con Dio e la nascita del nipote Andrea. Contiene inoltre un cd-rom interattivo in cui si può vedere un'intervista dell'artista, fotografie ed i relativi videoclips che hanno reso celebri i suoi pezzi.

### L'arrivo del nuovo millennio:FairytaleeMum's Day

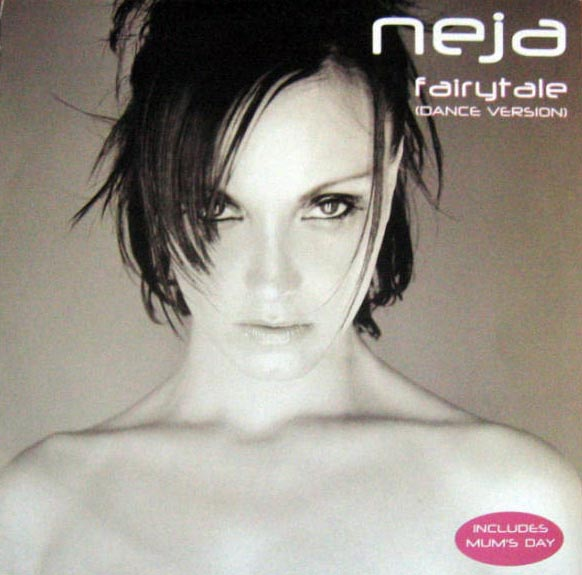
Copertina del vinile Fairytale.

Con l'arrivo del terzo millennio Alex Bagnoli arrangia una versione dance del brano Fairytale, che diventa il nuovo singolo di Neja, accompagnato da un videoclip prodotto in Germania dalla Universal Music.
Nel frattempo, in Spagna, esce come singolo Mum's day (contenuto anch'esso nell'album The Game), brano che viene selezionato come colonna sonora di un noto marchio automobilistico.

### Ritmi estivi e latineggianti conSingin' Nanana
Nell'estate 2000 è la volta di Singin' Nanana, un brano che spazia tra il ritmo del pop, del latino americano e del reggaeton.
Con questo singolo Neja si ripresenta alla manifestazione estiva Festivalbar esibendosi nelle puntate di Firenze e Capoliveri, e riesce a scalare le classifiche pop, grazie alle tante versioni remix tutte prodotte da Alex Bagnoli. 
Infine viene anche realizzata una versione registrata live in studio con l'aggiunta di bonghi e trombe. In quel periodo Neja era fidanzata con il vocalist del gruppo Eiffel 65, Jeffrey Jey.

### Time Flies: sonorità Italo dance
Alla fine del mese di marzo del 2001 arriva Time Flies, con la quale Neja si lancia nel pieno delle sonorità della Italo dance a una velocità di 136 bpm e con una cassa decisamente più potente. Il brano ottiene un notevole successo nella primavera e nell'estate 2001 in tutte le radio e discoteche italiane e spagnole, arrivando anche nelle posizioni più alte delle classifiche dance.

### Il passaggio alle sonorità house conBack 4 The Morning,Looking 4 SomethingeHot Stuff
Ad agosto del 2001 esce il singolo Back 4 the morning, un brano che varca la soglia tra la pop-dance e la house. L'E.P. contiene la versione originale nel formato radio ed extended, una versione Italo dance curata da Dj Koo Teeto (pseudo usato sovente per scherzo dallo stesso produttore Alex Bagnoli) ed un medley dei suoi grandi successi registrato dal vivo con la chitarra: la dance cede il posto alle melodie dolci della chitarra ed escono le sue vere radici jazz. Il singolo viene presentato direttamente a Radio Dimensione Suono. La promozione del disco arriva sino a New York, Boston e Texas.
Nel frattempo Neja sempre sotto le ali del produttore Alex Bagnoli passa alla casa discografica Universal Music, e nell'aprile del 2002 è pronta a tornare a far ballare le dancefloor con Looking 4 Something, pezzo che segue le sonorità del singolo precedente, e che viene presentato per l'occasione al Futureshow di Bologna in diversi circuiti radio: Radio Deejay, Rtl, Tam Tam Network, Discoradio e Radio Italia Network. Partecipa al Girofestival, apparizioni sul All Music e tre puntate del Festivalbar. Stesse sonorità per Hot Stuff, singolo uscito nel mese di dicembre del 2002.

### Il secondo Album:Hot Stuff
Dopo l'uscita del singolo Hot Stuff, inizia a lavorare con Alex Bagnoli all'omonimo e secondo album, che vede la luce nel giugno del 2003. Nonostante vi sia stato inizialmente un alleggerimento di sonorità, l'album è più dance rispetto al precedente, ma si chiude con “Saturday”, un brano R&B che si avvicina alle sonorità della musica black. L'album, uscito su Universal Music, è stato stampato in edizione limitata.

### Secondo semestre 2003: La laurea in Lingue e Letterature Straniere e la collaborazione con Alex Farolfi:To The Music
Alla fine dell'estate 2003 Agnese consegue la laurea in Lingue e Letterature Straniere a Torino. Subito dopo le viene proposta una collaborazione con un dj e produttore affermato, Alex Farolfi di Radio Deejay, collaborazione alla quale accetta di partecipare. Neja non cambia produzione artistica, essendo legatissima ad Alex Bagnoli, con il quale ha condiviso tutti i successi ottenuti. Il singolo che nasce da questo grande incontro è To the music, e rientra in pieno nel genere disco house.

### Testimonial in India nel 2004
Ad aprile si esibisce a Bombay e Calcutta in occasione di due spettacoli organizzati da una nota marca di abbigliamento. Ma il 2004 non è un anno di silenzio discografico tanto che assieme ad un chitarrista, Alessandro Giorgetta, incide “First Flight”. Questo breve cd contiene 5 brani registrati in studio in presa diretta con chitarra e voce e segna la dimostrazione del suo amore nei confronti della musica Jazz. I brani sono: "Night and day", "Nearness of you", "Summertime", "E lucean le stelle" e "Billie Jean".

### Inverno 2005 - 2006:Who's Gonna Be?- L'addio di Alex Bagnoli
Nel 2005 l'artista si confronta con il reggaeton pubblicando Who's gonna be? tramite l'etichetta indipendente Melodica: il singolo viene presentato in 6 versioni (pop, reggaeton, elettronica, dance, rock, R&B). Il brano parla dell'amore attraverso le chat line. Grazie a questo singolo, Neja torna anche sul piccolo schermo con un nuovo video, creato con la partecipazione di molti ragazzi del forum del suo sito. Dopo la pubblicazione di Who's gonna be? Alex Bagnoli decide di interrompere definitivamente la produzione artistica di Neja. Questo pur avendo realizzato un intero album di canzoni nuove, rimaste ancor oggi inedite.

### 2007:Catwalk, sonorità electro
Grazie ad una collaborazione con il dj francese Benjamin Braxton e il produttore italiano Ivan Russo, già realizzatore del progetto Ilona Mitrecey, durante l'estate del 2007 vede la luce Catwalk, singolo dalle sonorità electro dance uscito tramite la Atollo Records: il brano racconta delle sensazioni che una modella prova sfilando in passerella con tutti gli occhi addosso. Per l'occasione è stato girato anche un video a Ischia e il lato b del singolo è un club mix.

### 2008: la svolta acustica
Poco prima dell'estate 2008 Neja presenta l'album Acousticlub, un cd di 10 tracce che contiene rivisitazioni di noti successi internazionali come Sweet dreams degli Eurythmics, I'll fly for you degli Spandau Ballet, Sleeping Satellite di Tasmin Archer, Man in the mirror di Michael Jackson, You don't understand me, Do ya think I'm sexy rielaborati in chiave jazz e pop. L'arrangiamento è ricco di strumenti acustici, quali contrabbasso, pianoforte, percussioni, arpa, fiati e chitarra.
All'inizio del 2009 Neja propone un altro album acustico dal titolo 133 Sushiclub Vol. I.

### Estate 2009: il ritorno alla dance
Dopo qualche mese esce il nuovo singolo dance Loving You, realizzato con due dj producer torinesi, Peter Damir e Gianluca Argante, autori della base che accompagna il brano, mentre Neja è autrice della parte vocale. Il brano fa da sottofondo sonoro allo spot di Coconuda.
Alla fine del 2009 è la volta di Sorry, canzone realizzata dai dj producer Lanfranchi e Farina.

### 2010 e 2011: album acustici e singoli dance
Il 28 gennaio 2010 ha anche partecipato ad una puntata del programma televisivo Matricole & Meteore. Nello stesso anno esce un album di inediti che si scostano dalla strada dance e presentano la cantante completamente unplugged: 133 Sushiclub Vol II.
Nel dicembre 2011 esce un album live di cover acustiche 133 Sushiclub Live Vol II e, separatamente, il nuovo singolo Walking on a dream scelto ancora una volta come colonna sonora per gli spot del marchio di abbigliamento Coconuda. La stessa cantante appare in uno spot di Coconuda.

### 2012: il nuovo singolo estivo
Il 25 maggio viene pubblicato il nuovo singolo "Sun Has Come Again", singolo dalle sonorità elettro-dance, scritto dal performer Paolo Tuci e co-prodotto in collaborazione con il producer italo-belga Dj Sal.

### 2016: The Voice of Italy
Il 9 marzo 2016 partecipa al talent show di Rai 2 The Voice of Italy cantando durante le Blind Audition la propria canzone Restless venendo scelta da Raffaella Carrà e Dolcenera, scegliendo poi di far parte della squadra di quest'ultima.
Il 6 aprile 2016, dopo la prima Battle, viene eliminata dalla competizione.

### 2017: Il ritorno alla musica Dance
Nel marzo 2017 Neja torna alla musica con l'uscita di due nuovi singoli: il primo di genere soft pop dal titolo Brother, uscito il 18 aprile. Il 9 giugno esce il nuovo singolo dance dal titolo Take Me to the Club, con sonorità dance anni novanta, che la fanno tornare in classifica dove raggiunge la terza posizione degli album dance più venduti su iTunes. Entrambi i singoli sono accompagnati anche da un videoclip.

### 2018: Fruits of the Loop
Nel 2018 Neja, accreditata con il suo vero nome Agnese Cacciola, partecipa ad un progetto formando un duo, con il chitarrista Andrea Mignone, chiamato "Fruits of the Loop" in cui lei è la voce. Le esibizioni dal vivo di questo duo consistono in cover di canzoni famose a livello mondiale rivisitate in genere Live Looping Acoustic Pop.

### 2019: I'm Calling You
Nell'Aprile 2019 Neja torna ancora una volta alla dance con il nuovo singolo scritto a quattro mani con il compositore Massimo Zanotti, e il nuovo videoclip, "I'm Calling You" realizzato dal regista Umberto Soldà.
La canzone è anche la colonna sonora dello spot Batarà che ha diversi passaggi durante il Sanremo di quell'anno.

### 2019: And I go
È un singolo scritto insieme al producer e Dj Maxwell ed entra a far parte dell'album "Back to the feat" in cui partecipano i più grandi esponenti della dance '90 come Nat from the Soundlovers, Haiduci, Kim Lukas, Jeffrey degli Eiffel 65...

### 2021: Desert Town e I'm alive
Dopo la pausa forzata dovuta al Covid, Neja scrive due brani che riassumono il suo vissuto durante il lungo lockdown : il primo "Desert Town" descrive la desolazione delle città, svuotate di tutto...anche di prospettive future. Questo brano è realizzato insieme ai dj e producers Gianluca Argante e Peter Wag, con cui aveva già realizzato il singolo "Loving you". Il secondo più solare e positivo "I'm alive" viene realizzato insieme a Watt & Jack ed esprime il desiderio di riscatto e la voglia di vita dopo l'esperienza della pandemia.

### 2021: A Christmas with love
Altro brano natalizio, questa volta inedito , realizzato insieme alla squadra vincente dell'anno prima e prodotta da Dj Maxwell

### 2021: Smalltown boy
Cover del famoso brano dei Bronski Beat, realizzato insieme alla calda voce di Carl Fanini e distribuito dalla Distar di Mauro Pagany

### 2022: Dance all night
L'estate 2022 inizia con questo brano un po' funky realizzato sempre insieme a Dj MAxwell e prodotto da Libertino Gallo, un producer belga

### 2022: The Beauty
A Natale esce questo singolo realizzato insieme ad Andrea Fresu e arricchito dalle chitarre di Osvaldo Lo Iacono e distribuito dalla Sony. Scritto per promuovere la mission dell'associazione "SOS Villaggio dei bambini" che si occupa dei bambini abbandonati in 138 paesi nel mondo. Viene presentato per la prima volta durante una puntata di Telethon.

## Discografia

### Album
- 1999 - The Game (BGM Ricordi/New Music International)
- 2003 - Hot Stuff (Universal)
- 2008 - AcoustiClub (Exclaim Productions/Self Distribuzione)
- 2009 - 133SushiClub vol. I - NEJA Evolution (133ART/The Saifam Group)
- 2010 - 133SushiClub vol. II - NEJA (133ART/The Saifam Group)
- 2011 - 133SushiClub vol. III - NEJA with FBI Band
- 2013 - 133SushiClub vol. IV - NEJA VU (Irma Records)

### EP
- 2004 - First Flight

### Singoli
- 1997 - Hello
- 1998 - Only You (Neja presta la voce al progetto 2 The Soul)
- 1998 - Restless
- 1998 - Shock!
- 1999 - The Game
- 2000 - Fairytale
- 2000 - Singin' Nanana
- 2000 - Mum's Day (solo in Spagna)
- 2001 - Time Flies
- 2001 - Back 4 the Morning
- 2002 - Looking 4 Something
- 2003 - Hot Stuff
- 2003 - To the Music
- 2005 - Who's Gonna Be?
- 2007 - Catwalk  (Benjamin Braxton & Neja)
- 2008 - Sweet Dreams
- 2009 - Loving You (WAG011 feat. Neja)
- 2010 - Sorry (Lanfranchi e Farina feat. Neja)
- 2011 - Walking on a dream (O2 feat. Neja)
- 2012 - Sun has come again (Neja feat. Regina Miami)
- 2012 - Good Friend (Neja vs Yago vs Alexanna)
- 2013 - The Role of Love
- 2015 - American Boy (Ely Bruna feat. Neja)
- 2015 - Just Be Good To Me (Samuele Sartini & ESquire feat. Neja)
- 2016 - All I want is you (Chunkybiz feat. Neja)
- 2016 - Burn (Alex Kenji, Samuele Sartini feat. Neja)
- 2016 - Pater noster
- 2016 - Under your wings
- 2017 - The Role Of Love Remixes
- 2017 - Brother
- 2017 - Take Me To The Club (Deeper Ft. Neja)
- 2018 - Walking On A Dream (O2 & Neja)
- 2018 - If it’s love (Deeper feat. Neja)
- 2018 - No more chance (The Encore feat. Neja)
- 2018 - American Boy (Ely Bruna feat. Neja)
- 2018 - This is Your Life
- 2019 - I'm Calling You
- 2019 - And I go  (DJ Jump feat. Neja)
- 2020 - L'amour Toujours - DJ Jump e Roby Giordana di Gigi D'AGOSTINO feat Kim Lukas, Nathalie Aarts, Ann Lee, Neja, Emanele Caponetto from Mania 90, Haiducii, Kronos, Dj Maxwell, Regina, Luca Zeta, Rebh,     Jack Mazzoni, Lady Hellen, M-Violet, Dj Samuel Kimkò, Karol Diac, Brothers, Luca B1 Piazzon.
- 2021 - I'm Alive (Watt & Jack feat. Neja)
- 2021 - Desert Town (Argh feat. Wag feat. Neja)
- 2021 - Smalltown Boy (Neja feat. Carl Farini, Roby Arduini & Pagany)
- 2021 - A Christmas with Love (come membro della Dance Legacy)
- 2022 - Dance All Night
- 2022 - The Beauty

## Videografia
- 1998 - Restless
- 1998 - Shock!
- 1999 - The Game
- 2000 - Fairytale
- 2001 - Time Flies
- 2005 - Who's Gonna Be?
- 2007 - Catwalk
- 2010 - Loving You
- 2013 - The Role of Love
- 2017 - Brother
- 2017 - Take me to the club
- 2018 - Walking on a dream (Lyrics video)
- 2018 - If it's love (Lyrics video)
- 2019 - I'm calling you  (regia Umberto Soldà @soldaout)
- 2019 - And I go (Lyrics video)
- 2021 - I'm alive (Lyrics video)
- 2021 - A Christmas with love
- 2022 - Dance all night(Lyrics video)

- 2022 - The beauty (Lyrics video)

## Brani entrati in classifica
| Anno | Singolo            | Belgio | Brasile | Francia | Islanda | Italia | Regno Unito | Svezia |
| ---- | ------------------ | ------ | ------- | ------- | ------- | ------ | ----------- | ------ |
| 1998 | Restless           | 32     |         | 35      |         | 1      | 47          | 58     |
| 1998 | Shock!             |        |         |         | 4       | 2      |             |        |
| 1999 | The Game           |        |         |         |         | 7      |             |        |
| 2000 | Fairytale          |        |         |         |         | 24     |             |        |
| 2000 | Singin' Nanana     |        |         |         |         | 21     |             |        |
| 2001 | Time Flies         |        |         |         |         | 26     |             |        |
| 2001 | Back 4 The Morning |        | 39      |         |         | 45     |             |        |
| 2003 | Hot Stuff          |        |         |         |         | 32     |             |        |

## Pubblicità
- Coconuda (2012)